# Leif Lundmark
Leif Lundmark, född 7 september 1953, är en svensk före detta friidrottare (spjutkastning). 
Han tävlade för Skellefteå AIK och var svensk rekordhållare i spjut 1979-1981. År 1986 tilldelades han hedersbeteckningen Stor grabb nr 363.

## Idrottskarriär
Den 20 juni 1979 förbättrade Lundmark Raimo Pihls svenska rekord från 1977 (88,50) två gånger, först till 88,68 och sedan till 89,92. Rekordet stod sig sedan till 1981 när Kent Eldebrink förbättrade det.